# پارکرز پیس

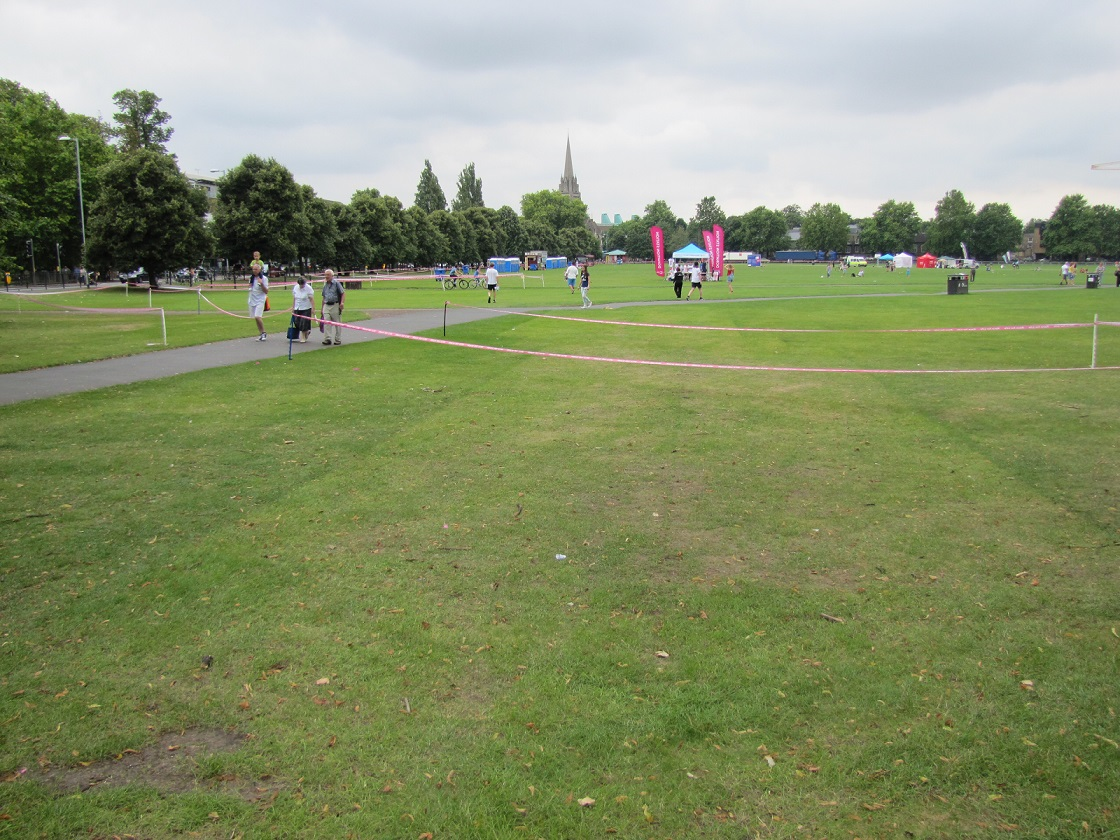
پارکرز پیس در کمبریج انگلستان

پارکرز پیس (به انگلیسی: Parker's Piece) یکی از فضاهای سبز در محدودهٔ مرکز شهر کمبریج در انگلستان می‌باشد و در حال حاضر نیز به عنوان زادگاه قوانین فدراسیون فوتبال در نظر گرفته شده است.
در سال ۱۸۳۸ به مناسبت جشن تاجگذاری ملکه ویکتوریا در این پارک برای ۱۵۰۰۰ مهمان جشنی برگزار شد.

## تاریخچه
قبل از سال ۱۶۱۳ محل پارکرز پیس متعلق به کالج ترینیتی بود.
در قرن ۱۹ این پارک یکی از زمین‌های ورزش اصلی مورد استفاده دانشجویان دانشگاه کمبریج قرار گرفت و یکی از بازی‌های رایج در آن نیز فوتبال بود.